# Amphisbaena mensae
Amphisbaena mensae là một loài bò sát trong họ Amphisbaenidae. Loài này được Castro mô tả khoa học đầu tiên năm 2000.